# Phaonia vockerothi
Phaonia vockerothi este o specie de muște din genul Phaonia, familia Muscidae, descrisă de Barros de Carvalho în anul 1983. Conform Catalogue of Life specia Phaonia vockerothi nu are subspecii cunoscute.